# Vandal Hearts II
Vandal Hearts II es un videojuego de rol táctico, creado por la empresa Konami en el año 1999, en el que el jugador se verá inmerso en la complicada trama política de un mundo gobernado por la magia, los engaños, y los héroes de leyenda.

## Historia
En el sagrado año 986, Lagore, el Rey del gran imperio de Natra fue asesinado a manos de su esposa, la Reina Agatha, y su amante, el Cardenadl Ladorak. Tras el atentado, la reina Agatha estableció a su hijo Franz en el trono. De esta forma, con un títere reinando y un temible ejército asolando ciudades extranjeras, el Imperio de Natra amenazaba en convertirse en poco tiempo en la mayor potencía sobre la tierra... con todo lo que ello conlleva.
Pero en Polata, un pequeño pueblo del reino de Natra, vivía un joven de trece años llamado Joshua. Joshua pasaba la mayor parte del tiempo jugando con sus amigos: Yuri y Clive y cortejando a la bella Adele. Un día, cuando vuelve con sus amigos de jugar en el bosque, se encuentran con un misterioso espadachín que está siendo atacado por unas babosas. El arma del hombre es inútil contra las babosas, y Joshua y sus amigos lo salvan. 
El hombre al que salvan resulta ser: Nicola Atkin Natra, el hijo del exiliado príncipe Julius, y una pieza clave en la posible restauración de un gobierno moderado.
Los años pasan, y Joshua deja atrás a sus amigos y la chica a la que amaba. Ahora se ha convertido en un bandido y está dispuesto a luchar contra el Imperio de Natra... pero la historia le tiene preparado asuntos mucho más importantes a nuestro protagonista. 

## Personajes principales
- Joshua: es el protagonista de la historia. Lo comenzamos a manejar cuando a penas tiene 13 años, aunque no tardaremos en verlo ya adulto y jugar de esta forma todo el resto de la aventura. Está enamorado de Adele, la chica que de pequeño le robó el corazón y de mayor vuelve a aparecer en su vida. Es un personaje apto para ser lo que se proponga: guerrero, mago, clérigo, ladrón...

- Yuri: el mejor amigo de pequeño de Joshua. Años más tarde, mientras que Joshua es un bandido en contra del imperio de Natra. Yuri es un clérigo cuyo trabajo principal es descubrir hallazgos útiles para el imperio y la religión. Esto hará que llegado el momento, sea enemigo de su antiguo mejor amigo. Es un personaje claramente decantado para ser clérigo.

- Adele: la amada de Joshua, de pequeña es una chica un poco caprichosa e inmadura. Pero el transcurso de los años se ve comprometida con una de las personas más importantes en el gobierno de Natra. Su prometido y Joshua tendrán más que palabras durante la aventura. Ella no es un personaje jugable durante los combates.

- Culto Kudur: el culto Kudur y su líder, Godard, son los que están detrás de las últimas acciones llevadas a cabo por el gobierno de Natra. Sus intereses van más allá de lo que la reina madre o nuestro protagonista pueden pensar en un principio.

## Sistema de juego
Vandal Hearts tiene un estilo de juego bastante peculiar y que mucha gente encanta. Los acontecimientos en el juego se suceden de la siguiente forma:
- Se muestra una parte de historia no interactiva, donde la única función del jugador es ir pasando los diálogos.
- Puedes comprar equipo, cambiar magias, en definitiva: alterar el estatus de tu personaje.
- Combate estratégico que puede durar desde unos quince minutos en los casos más sencillos, hasta más de una hora en los combates difíciles.

Y este esquema de juego tan peculiar se va repitiendo en un incesante bucle durante más de 40 horas de juego.
En principio puede parecer pesado, pero la historia del juego es suficientemente buena y enrevesada como para atraparte y no dejarte hasta que lo termines.

## Curiosidades
- El juego tiene textos de pantalla en español, al contrario que su antecesor, que está en completo inglés.
- Vandal Hearts II tiene varios finales que dependerán de las acciones que realicemos en el transcurso de la aventura.
- Hay más de un centenar de armas diferentes, entre espadas, hachas, lanzas, báculos...
- Una de las pegas que más se le echa en cara al juego es el nefasto diseño de personajes.